# Liste d'écrivains de langue allemande
 (mars 2023).
Si vous disposez d'ouvrages ou d'articles de référence ou si vous connaissez des sites web de qualité traitant du thème abordé ici, merci de compléter l'article en donnant les références utiles à sa vérifiabilité et en les liant à la section « Notes et références ».
Les écrivains mentionnés ci-dessous utilisent tous l'allemand, avec éventuellement des variantes linguistiques particulières selon les régions et les époques. 
La nationalité de chaque auteur est, si possible, mentionnée.
Pour chaque siècle (choisi en fonction de la date de naissance de l'écrivain), les auteurs sont classés alphabétiquement.

## Œuvres anciennes et écrivains avant leXVIIesiècle

### Œuvres
- Merseburger Zaubersprüche (vers 750)
- Hildebrandslied (770\780)
- Prière de Wessobrunn (vers 814)
- Heliand (vers 830)
- Muspilli (vers 870)
- Ezzolied (vers 1060)
- Annolied (vers 1080)

### Écrivains
- Frau Ava (vers 1060-1127) : Vie de Jésus (vers 1120)
- Notker Labeo (vers 950-1022)
- Hendrik van Veldeke (vers 1140-1184)
- Heinrich von Morungen (vers 1150)
- Heinrich von Melk (vers 1160)
- Wolfram von Eschenbach (vers 1160-vers 1220)
- Heinrich der Glichesaere (vers 1180)
- Hartmann von Aue (vers 1190)
- Reinmar de Haguenau (vers 1200)
- Eilhart von Oberge (vers 1200)
- Walther von der Vogelweide (vers 1200)
- Wolfram von Eschenbach (vers 1200)
- Gottfried von Strassburg (vers 1180-1215)
- Ottokar aus der Gaal (vers 1250-vers 1310)
- Wislaw III de Rügen (vers 1265-1325)
- Sébastien Brant (1458-1521)
- Martin Luther (1483-1546)
- Georg Niege (1525-1589)

## XVIIesiècle
- Sigmund von Birken (1626-1681)
- Martin Opitz von Boberfeld (1597-1639)
- Johann Jakob Bodmer (1698-1783)
- Hans Jakob Christoffel von Grimmelshausen (1622-1676)
- Andreas Gryphius (1616-1664)
- Johann Jacobi von Wallhausen (vers 1580-1627)
- Gottfried Wilhelm Leibniz (1646-1716)

## XVIIIesiècle
- Jean-Michel Armbruster (1761-1817), allemand
- Achim von Arnim (1781-1831), allemand
- Ludwig Börne (1786-1837), allemand
- Adelbert von Chamisso (1781-1838)
- Friedrich Gotthilf Freitag (1723-1776), allemand
- Georg Gustav Fülleborn (1769-1803), allemand
- Johann Wolfgang von Goethe (1749-1832), allemand
- Jeremias Gotthelf (1797-1854), suisse
- Johann Christoph Gottsched (1700-1766)
- Jacob et Wilhelm Grimm (1785-1863 ; 1786-1859), allemands
- Georg Wilhelm Friedrich Hegel (1770-1831), allemand
- Heinrich Heine (1797-1856), allemand
- Ernst Theodor Amadeus Hoffmann (1776-1822), allemand
- Friedrich Hölderlin (1770-1843), allemand
- Franz Christoph Horn (1781-1837), allemand
- Johann Paul Friedrich Richter dit Jean Paul (1763-1825), allemand
- Emmanuel Kant (1724-1804)
- Heinrich von Kleist (1777-1811), allemand
- Friedrich Gottlieb Klopstock (1724-1803)
- Gotthold Ephraim Lessing (1729-1781)
- Johann Christoph Mylius (1710-1757), allemand
- Friedrich Leopold von Hardenberg dit Novalis (1772-1801), allemand
- Gottlieb Wilhelm Rabener (1714-1771)
- Friedrich von Schiller (1759-1805), allemand
- Arthur Schopenhauer (1788-1860), allemand
- Lulu von Thürheim  (1788-1864), autrichienne
- Johann Christian Wernsdorf (1723-1793), allemand
- Christoph Martin Wieland (1733-1813)
- Johann Joachim Winckelmann (1717-1768)

## XIXesiècle
- Friedrich Wilhelm Adami (1816-1893), allemand
- Karl Adolph (1869-1931), autrichien
- Lou Andreas-Salomé (1861-1937), allemande d'origine russe
- Gottfried Benn (1886-1956), allemand
- Werner Bergengruen (1892-1964), allemand
- Georg Büchner (1813-1837), allemand
- Bertolt Brecht (1898-1956), allemand
- Hermann Broch (1886-1951), autrichien
- Helene Christaller (1872-1953, allemande
- Wilhelm Diess (de) (1884-1957), allemand
- Alfred Döblin (1878-1957), allemand
- Heimito von Doderer (1896-1966), autrichien
- Georg Dröscher (1854-1945), allemand
- Friedrich Engels (1820-1895), allemand
- Herbert Eulenberg (1876-1949), allemand
- Etta Federn-Kohlhaas (1883-1951), allemande
- Lion Feuchtwanger (1884-1958), allemand
- Ludwig Feuerbach (1804-1872), allemand
- Otto Flake (1880-1963), allemand
- Theodor Fontane (1819-1898), allemand
- Charles-Frédéric Hartmann, français (alsacien)
- Gerhart Hauptmann (1862-1946), allemand
- G.W.F. Hegel (1770-1831), allemand
- Georg Herwegh (1817-1875), allemand
- Hermann Hesse (1877-1962), germano-suisse
- Heinrich Hoffmann, (1809-1894), allemand
- Hugo von Hofmannsthal (1874-1929), autrichien
- Ricarda Huch (1864-1947), allemande
- Heinrich Eduard Jacob (1889-1967), allemand
- Hans Henny Jahnn (1894-1959), allemand
- Ernst Jünger (1895-1998), allemand
- Franz Kafka (1882-1924), tchèque
- Erich Kästner (1899-1974), allemand
- Edlef Köppen (1893-1939), allemand
- Alfred Kubin (1877-1959), autrichien
- Siegfried Lipiner (1856-1911), autrichien
- Karl Marx (1818-1883), allemand
- Nikolaus Niembsch von Strehlenau, dit Lenau (1802-1850), autrichien
- Heinrich Mann (1871-1950), allemand
- Thomas Mann (1875-1955), allemand
- Gustav Meyrink (1868-1932), autrichien
- Soma Morgenstern (1890-1976), autrichien
- Eduard Mörike (1804-1875), allemand
- Robert Musil (1880-1942), autrichien
- Friedrich Nietzsche (1844-1900), allemand
- Leo Perutz (1882-1957), autrichien
- Luise von Ploennies (1803-1872), allemande
- Erich Maria Remarque (1898-1970), allemand, américain
- Rainer Maria Rilke (1875-1926), autrichien
- Joseph Roth (1894-1939), autrichien
- Leopold von Sacher-Masoch (1836-1895), autrichien
- Ludwig Schemann (1852-1938), allemand
- Arthur Schnitzler (1862-1931), autrichien
- Carl Friedrich Georg Spitteler (1845-1924), suisse
- Adalbert Stifter (1805-1868), autrichien
- Adolphe Stoeber (1810-1892),  français puis allemand (alsacien)
- Auguste Stoeber (1808-1884),  français puis allemand (alsacien)
- Ehrenfried Stoeber (1779-1835), français (alsacien)
- Theodor Storm (1817-1888), allemand
- Henry Thode (1857-1920), allemand
- Georg Trakl (1887-1914), autrichien
- Kurt Tucholsky (1890-1935), allemand
- Grete von Urbanitzky (1891-1974), autrichienne
- Robert Walser (1878-1956), suisse
- Jean Baptista von Schweitzer (1833-1875), allemand
- Meta Wellmer (1826-1889), allemande
- Ernst Wiechert (1887-1950), allemand
- Georges Zetter, dit Friedrich Otte, (1819-1872),  français puis allemand (alsacien)
- Carl Zuckmayer (1896-1977), allemand
- Arnold Zweig (1887-1968), allemand
- Stefan Zweig (1881-1942), autrichien

## XXesiècle
- Ilse Aichinger (née en 1921), autrichienne
- Alfred Andersch (1914-1980), allemand
- Katharina von Arx (1928-2013), suisse
- Vougar Aslanov  (1964-) azerbaïdjanais
- Ingeborg Bachmann (1926-1973), autrichienne
- Zsuzsa Bánk (née en 1965), allemande
- Jurek Becker (1937-1997), allemand
- Thomas Bernhard (1931-1989), autrichien
- Heinrich Böll (1917-1985), allemand
- Wolfgang Borchert (1921-1947), allemand
- Barbara Bronnen (1938-2019), allemande
- Elias Canetti (1905-1994), de nationalités turque et britannique, né en Bulgarie
- Paul Celan (1920-1970), français, né en Roumanie
- Hanns Cibulka (1920-2004), allemand
- Alexandra Cordes (1935-1986), allemand
- Ottokar Domma (1924-2007), allemand
- Friedrich Dürrenmatt (1921-1990), suisse
- Michael Ende (1929-1995), allemand
- Rainer Werner Fassbinder (1946-1982), allemand
- Meinolf Finke (né en 1963), allemand
- Julia Franck (née en 1970), allemande
- Max Frisch (1911-1991), suisse
- Kirsten Fuchs (née en 1977), allemande
- Sebastian Haffner (1907-1999), allemand
- Günter Grass (1928-2015), allemand
- Peter Handke (né en 1942), autrichien
- Christoph Hein (né en 1944), allemand
- Wilhelm Hoffsümmer (né en 1941), allemand
- Alma Holgersen (1896-1976), écrivain autrichienne
- Barbara Honigmann (née en 1949), allemande
- Ödön von Horváth (1901-1938), hongrois, autrichien, allemand
- Ika Hügel-Marshall (née en 1947), allemande
- Peter Iden (né en 1938), allemand
- Elfriede Jelinek (née en 1946), autrichienne
- Uwe Johnson (1934-1984), allemand
- Suzan Emine Kaube (née en 1944), turco-allemande
- Hermann Kinder (né en 1944), allemand
- Ruth Klüger (née en 1931), autrichienne
- Karen Köhler (née en 1974),  allemande
- Günter Kunert (né en 1929), allemand
- Arthur Koestler (1905-1983), hongrois (la majorité de son œuvre est en anglais)
- Christian Kracht (né en 1966), suisse
- Anna Langhoff (née en 1965), allemande
- Hans Lebert (1919-1993), autrichien
- Kai Lüftner (1975-), ,allemand
- Klaus Mann (1906-1949), allemand
- Pascal Mercier (né en 1944), suisse
- Elli Michler  (1923-2006), allemande
- Elfriede Müller (née en 1957), allemande
- Heiner Müller (1929-1995), allemand
- Herta Müller (1953), allemande, née en Roumanie
- Inge Müller (1925-1966), allemande
- Christoph Ransmayr (né en 1954), autrichien
- Ralf Rothmann (né en 1953), allemand
- Martina Sahler (née en 1963), allemande
- W. G. Sebald (1944-2001), allemand
- Ronald M. Schernikau (1960-1991) allemand
- Bernhard Schlink (né en 1944), allemand
- Arno Schmidt (1914-1979), allemand
- Annemarie Schwarzenbach (1908-1942), Suisse
- Annette Seemann (de) (née en 1959), allemande
- Arnold Stadler (né en 1954), allemand
- Botho Strauss (né en 1944), allemand
- Patrick Süskind (né en 1949), allemand
- Friedrich Torberg (1908-1979), autrichien
- Şadi Üçüncü (1948-2004), turc et allemand
- Claude Vigée (né en 1921), français (Alsacien)
- Herbert Wadsack (1912-2004), autrichien
- Martin Walser (né en 1927), allemand
- Josef Winkler (né en 1953), autrichien
- Christa Wolf (née en 1929), allemande
- Fritz Zorn (1944-1976), Suisse
- Unica Zürn (1916-1970), allemande
- Stefanie Zweig (1932-2014), allemande
- Jan Zweyer pseudonyme Rüdiger Richartz (né en 1953), allemand

## XXIesiècle
- Birgit Adam (née en 1971), allemande
- Stefan Beuse (né en 1967), allemand
- Torsten Buchsteiner (de) (né en 1964), allemand
- Nava Ebrahimi (née en 1978), germano-austro-iranienne
- Karen-Susan Fessel (née en 1964), allemande
- Katharina Hacker (née en 1967), allemande
- Pierre Jarawan (né en 1985), jordanien
- Gunnar Kaiser (né en 1976), allemand
- Vladimir Kaminer (né en 1967), russe et allemand
- Christian Kracht (né en 1966), suisse
- Kevin Kuhn (né en 1981), allemand
- Beate Maly (née en 1970), autrichienne, écrit aussi sous les pseudonymes Laura Baldini et Lina Jansen
- Pierre Martin, allemand
- Tete Loeper(né en 1990), rwando-allemande
- Walter Moers (né en 1957), allemand
- Martin Mosebach (né en 1951), allemand
- Thomas Pletzinger (né en 1975), allemand
- Marie Rotkopf (née en 1975), française
- Daniel Schreiber (né en 1977), allemand
- Timur Vermes (né en 1967), allemand
- Juli Zeh (née en 1974), allemande